# Adadnirari III
Adadnirari III o Adad-nirari III va ser rei d'Assíria, fill i successor de Xamxi-Adad V. Va regnar durant 28 anys, del 811 al 783 aC, segons la Llista dels reis d'Assíria, i com que era menor d'edat va estar alguns anys sota regència de la seva mare, la reina vídua Sammuramat. El temps de regnat d'aquesta sobirana varia segons les fonts, però hauria governat potser del 811 aC al 805 aC.

## Biografia
Els fets del seu regnat són coneguts de manera incompleta, ja que les inscripcions són fragmentàries i es limiten a donar els noms dels països que va assolar sense donar sempre l'orde cronològic de les campanyes.
El 806 aC, 805 aC i 797 aC va fer expedicions cap a l'oest i diu haver rebut tribut dels "hitites", segurament de Khati és a dir Karkemish), de Tir, Sidó, Omri,, Edom i Filistea. En una d'aquestes expedicions (el 797 aC) va assetjar Damasc (governada pel rei Mari), on va fer força botí.
Al nord-est també va fer algunes campanyes: la llista de limmu (epònims) esmenta almenys vuit campanyes contra els medes i el rei hauria arribat fins a la mar Càspia. Però es va abstenir d'anar contra Urartu, al nord.
El 803 aC va fer una campanya contra el País de la Mar. El 796 aC i 795 aC va fer campanyes contra Babilònia una de les quals dirigida contra un personatge anomenat Bau-akhi-iddin, la personalitat del qual sembla la mateixa que la del rei Baba-aha-iddina de Babilònia (813 aC-812 aC). El control d'Assíria sobre Babilònia va quedar restablert. Alguns temples, que van prendre per model els babilonis, es van construir a Assíria, destacant un gran temple a Calah (Nimrud), agermanat al temple d'Ezida a Borsippa destinat al culte a Nabu. Fins a la seva mort el 783 aC Adadnirari va ser rei de Babilònia i d'Assíria.
A la seva mort el 783 aC el va succeir el seu fill Salmanassar IV.